# Фридрих Лоц
Фридрих Лоц (Стари Врбас, 12. новембар 1890 — Бад Хомбург, 1980) био је историчар. Важи за једног од водећих историчара из заједнице Подунавских Шваба.

## Биографија
Фридих Лоц се родио у Старом Врбасу, у породици ратара Хајнриха Лоца и његове супруге Елизабете, рођене Реперт. Потомак је старих колонистичих породица које су крајем осамнаестог века стигле на просторе Војводине. Отац му је био пореклом из Вестерфелда, а мајка из Алзаса. Основно образовање стекао је у Старом Врбасу, а учитељску школу похађао је од 1906. до 1910. у граду Обершицену (Покрајина Бургенланд, данас у Аустрији). Студирао је од 1916. до 1918. године на будимпештанској Високој школи за учитеље грађанских школа. Прву службу добио је у банатском селу Мраморак, а потом је предавао на Високој грађанској школи у Будимпешти и био учитељ у Печују. Након Првог светског рата и стварања Краљевства СХС ради као учитељ у Оџацима, Новом Саду и Новом Врбасу.
Перфектно је владао мађарским, немачким и српским језиком.
О породици Фридриха Лоца и његовом приватном животу мало се зна. Био је ожењен три године млађом Матилдом Мајер са којом је имао три кћерке.
Једно време користио је псеудоним „Фриц Вестерфелд“.
Фридрих Лоц је умро је 16. а сахрањен 20. маја 1980. у Бад Хомбургу.

## Истраживачки рад
Док је радио у Оџацима, председник Општине га је замолио да у зимским месецима учествује у образовању одраслих. Тај контакт са старијим генерацијама и њихове приче о прошлости подстакле су га на проучавање историје Подунавских Немаца.
Општина Оџаци му је омогућила прво путовање у Беч како би се упознао са оригиналном архивском грађом о колонизацији. У време трајања школске године радио је као професор немачког језика и историје, а летњи распуст проводио у архивима Будимпеште, Беча, Калоче и вредно сакупљао грађу за своју прву монографију. Посветио се проверавању веома битних података: имена, бројева досељених колонистичких породица и места одакле су оне дошле, датума када су приспеле, исправљајући тако грешке које су се, током времена, одомаћиле. Тако је добијена поуздана слика о насељавању Немаца на овим просторима. Лоц је, проучавајући њихово порекло, проширио своје истраживање и на утврђивање њихових дијалекатских разлика, обичаја, религијске припадности, јер је међу њима било католика, протестаната, калвиниста, реформата.
У релативно кратком периоду Фририх Лоц је издао три значајне монографије места: Оџака, Новог Врбаса и Бачког Доброг Поља.
У периоду од 1940. до 1942. године Лоц је био директор Немачке Грађанске школе у Новом Врбасу, а од 1942. до 1944. управитељ Грађанске школе у Оџацима.
По завршетку рата и напуштању Југославије запослио се као професор Реалне гимназије у Франкфурту. Након одласка у пензију наставио је са научно истраживачким радом. Поред бројних чланака, студија и књига о Подунавским Швабама, написао је и историју места у коме се у Немачкој настанио у двотомној монографији Историја града Бад Хомбурга са градским деловима Кирдорф и Гонценхајм објављеној 1964. године, која је доживела и друго издање у три тома 1972. године.
За свој научноистраживачки рад добио је награду Ајманова плакета и плакету Адам Милер Гутенбрун.
Главни извори Лоцовог истраживања су били архиви у Будимпешти и Бечу. У потрази за подацима користио је и архиве у Улму, Шпејеру, Франкфурту, Дармштату, Висбадену, Регензбургу, Карлсруеу, Штутгарту, архив бискупије у Калочи, као и општинске архиве у мањим местима где је користио месна акта и матичне књиге. По свом утврђеном плану систематски се бавио историјом колонистичких насеља. Његове књиге биле су популарне не само на простору Бачке него и ван граница Југославије, на просторима где је у 18. веку вршена колонизација. Приликом јубиларних прослава од насељавања појединих места тридесетих година прошлог века, његове књиге послате су у Мађарску, Аустрију и Немачку где се и данас налазе у многим библиотекама.
Имао је плодну сарадњу са Историским друштвом у Новом Саду и његовим челницима и члановима, док су у Гласнику друштва објављивани преводи његових радова.
Лоц је објављивао чланке и прилоге у листовима и часописима који су излазили у Аустрији, Немачкој, Мађарској и Југославији.
Објављивао је спискове насељеника и значајна и занимљива документа из тог периода. У периодици објављује историје места: Црвенка, Каравуково, Чонопља, Бачки Јарак, Нове Шове, Буљкес, Филипово, Пригревица, Бачко Ново Село, Футог, и друге. Како је познато да су Немци насељавани и на простору Хрватске и Румуније обрадио је и историје места Осијек, Дарда и Темишвар.
Након пресељења у Немачку, Фридрих Лоц је наставио да се бави истраживачким радом на пољу историографије Подунавских Шваба и свог завичаја.

## Монографије
Његово прво дело о Оџацима описује опширно и детаљно време владавине царице Марије Терезије на овим просторима. Према мишљењу бројних историчара, Лоцова монографија о Оџацима, иако првенац, сматра се једним од његових најбољих дела.
У Историји Врбаса,, почев од најстаријих времена и записа који су се могли пронаћи у архивској грађи Државног архива у Будимпешти, Лоц осликава територију Врбаса пре насељавања Немаца. Као наставак из општег историсјког контекста у књизи о Оџацима где описује Терезијаснко доба, у књизи о Врбасу он детаљно описује Јозефинско доба са акцентом на колонозацији Немаца и настанком насеља Нови Врбас.
Са својим сународницима, пријатељима и колегама, Францом Хамом и Михаелом Линденшмитом, објавио је историјат врбаске Гимназије. Књига је написана на основу сећања и расположиве документације коју су имали у Немачкој. Велику помоћ, може се претпоставити, пружио је професор Линденшмит који је био њен дугогодишњи професор и директор.
Године 1975. објавио је књигу Врбас 1785 − 1975, а непосредан повод је била 190-та годишњица колонизације. Књигу чини измењен и допуњен текст из 1935. године.